# Kanton Écury-sur-Coole
Kanton Écury-sur-Coole (fr. Canton d'Écury-sur-Coole) byl francouzský kanton v departementu Marne v regionu Champagne-Ardenne. Tvořilo ho 26 obcí. Zrušen byl po reformě kantonů 2014.

## Obce kantonu
- Athis
- Aulnay-sur-Marne
- Breuvery-sur-Coole
- Bussy-Lettrée
- Cernon
- Champigneul-Champagne
- Cheniers
- Cheppes-la-Prairie
- Cherville
- Coupetz
- Écury-sur-Coole
- Faux-Vésigneul
- Jâlons
- Mairy-sur-Marne
- Matougues
- Nuisement-sur-Coole
- Saint-Martin-aux-Champs
- Saint-Pierre
- Saint-Quentin-sur-Coole
- Sogny-aux-Moulins
- Soudron
- Thibie
- Togny-aux-Bœufs
- Vatry
- Villers-le-Château
- Vitry-la-Ville